# Déclaration universelle des droits de l'homme
Pour les articles homonymes, voir Déclaration.
Lire en ligne
La Déclaration universelle des droits de l'homme (DUDH) est adoptée par l'Assemblée générale des Nations unies le 10 décembre 1948 à Paris, au palais de Chaillot, par la résolution 217 (III) A. Elle précise les droits fondamentaux de l'homme. Proclamation de droits à valeur déclarative, elle ne crée en tant que telle aucune obligation juridique.
Sur les 58 États membres de l'ONU à l'époque, quarante-huit ont adopté cette charte universelle. Aucun État ne s'est prononcé contre, mais huit se sont abstenus et deux n'ont pas pris part au vote. Parmi les huit abstentionnistes, l'Afrique du Sud, qui appliquait alors l'apartheid, refusait l'affirmation du droit à l'égalité devant la loi sans distinction de naissance ou de race et l'Arabie saoudite contestait l'égalité homme-femme. La Pologne, la Tchécoslovaquie, la Yougoslavie, l'Union soviétique, l'Ukraine et la Biélorussie se sont quant à elles abstenues en raison d'un différend concernant la définition du principe fondamental d'universalité tel qu'il est énoncé dans l'alinéa 1 de l'article 2. Enfin, les deux États n'ayant pas pris part au vote sont le Yémen et le Honduras.
Le texte énonce les droits fondamentaux de l'individu, leur reconnaissance, et leur respect par la loi. Il comprend aussi un préambule avec huit considérations reconnaissant la nécessité du respect inaliénable de droits fondamentaux de l'homme par tous les pays, nations et régimes politiques, et qui se conclut par l'annonce de son approbation et sa proclamation par l'Assemblée générale des Nations unies.
Le texte du préambule et de la Déclaration est invariable, on ne peut pas le modifier. Sa version en français, composée de 30 articles, est un original officiel, signé et approuvé par les membres fondateurs de l'Organisation des Nations unies, et non une traduction approuvée. Cependant, depuis 1948 et sa promulgation, le terme de « droits humains » est d'usage courant dans la plupart des langues dans lesquelles il a été traduit.

## Genèse et rédaction
De 1946 à 1948, les délégués des Nations unies se sont consacrés à l'élaboration de la Déclaration. Créée en 1946 par le Conseil économique et social, la Commission nucléaire des droits de l'homme a fixé comme principal mandat de la nouvelle Commission des droits de l'homme l'élaboration d'une charte internationale.
Au début de l'année 1947, lors de sa première session, la Commission des droits de l'homme a établi un Comité de rédaction. Initialement composé de la présidente, Eleanor Roosevelt, du vice-président, P.C. Chang, et du rapporteur, Charles Malik, le Comité de rédaction sera élargi dans un second temps. Il se compose des membres suivants :
- Eleanor Roosevelt, 1884-1962, États-Unis, présidente du Comité de rédaction ;
- P. C. Chang, 1893-1957, Chine, vice-président du Comité de rédaction ;
- Émile Saint-Lot, 1904-1976, Haïti, rapporteur du Comité de rédaction. La lecture de la DUDH a été faite pour la première fois devant l'assemblée générale de l'ONU par son rapporteur, Émile Saint-Lot ;
- Charles Malik, 1906-1987, Liban, rapporteur de la Commission des droits de l'homme ;
- William Roy Hodgson, 1892-1958, Australie, membre de la Commission des droits de l'homme ;
- Hernán Santa Cruz, 1906-1999, Chili, membre de la Commission des droits de l'homme ;
- René Cassin, 1887-1976, France, membre de la Commission des droits de l'homme ;
- Alexandre Bogomolov, 1900-1969, URSS, membre de la Commission des droits de l'homme ;
- Charles Dukes, 1880-1948, Royaume-Uni, membre de la Commission des droits de l'homme ;
- John Peters Humphrey, 1905-1980, Canada, directeur de la Division des droits de l'homme des Nations unies.

Le Comité de rédaction se réunit pour sa première session du 9 au 25 juin 1947, puis pour une deuxième session du 3 au 21 mai 1948. Le projet de Déclaration rédigé par le Comité est transmis pour discussion à la Commission des droits de l'homme, puis au Conseil économique et social, et enfin à l'Assemblée générale. De nombreux amendements et propositions seront encore proposés par les États membres de l'ONU au sein de ces différents organes.

## Structure
La structure qui sous-tend la Déclaration apparaît dans sa seconde version préparatoire, élaborée par René Cassin. Cependant, l'apport de celui-ci a été exagéré. 
Se démarquant du premier jet de John Peters Humphrey, simple liste de droits conforme au modèle du Bill of Rights de nombreux États américains, ce texte commence par un préambule « à la manière française ». Il consacre ensuite ses premiers articles à l'énoncé de principes généraux, destinés à guider l'interprétation des dispositions détaillées qu'ils précèdent, imitant sur ce point le Code civil français, dont les six premiers articles répondent au même objectif.
Cette structure a par ailleurs été comparée par René Cassin à celle du portique d'un temple grec : une succession de considérations comparables à des marches, quatre colonnes constituées par les droits individuels, familiaux, sociaux et politiques et un fronton unifiant l'ensemble dans une même vision de l'humanité, composé des trois derniers articles du texte.

## Précurseurs possibles

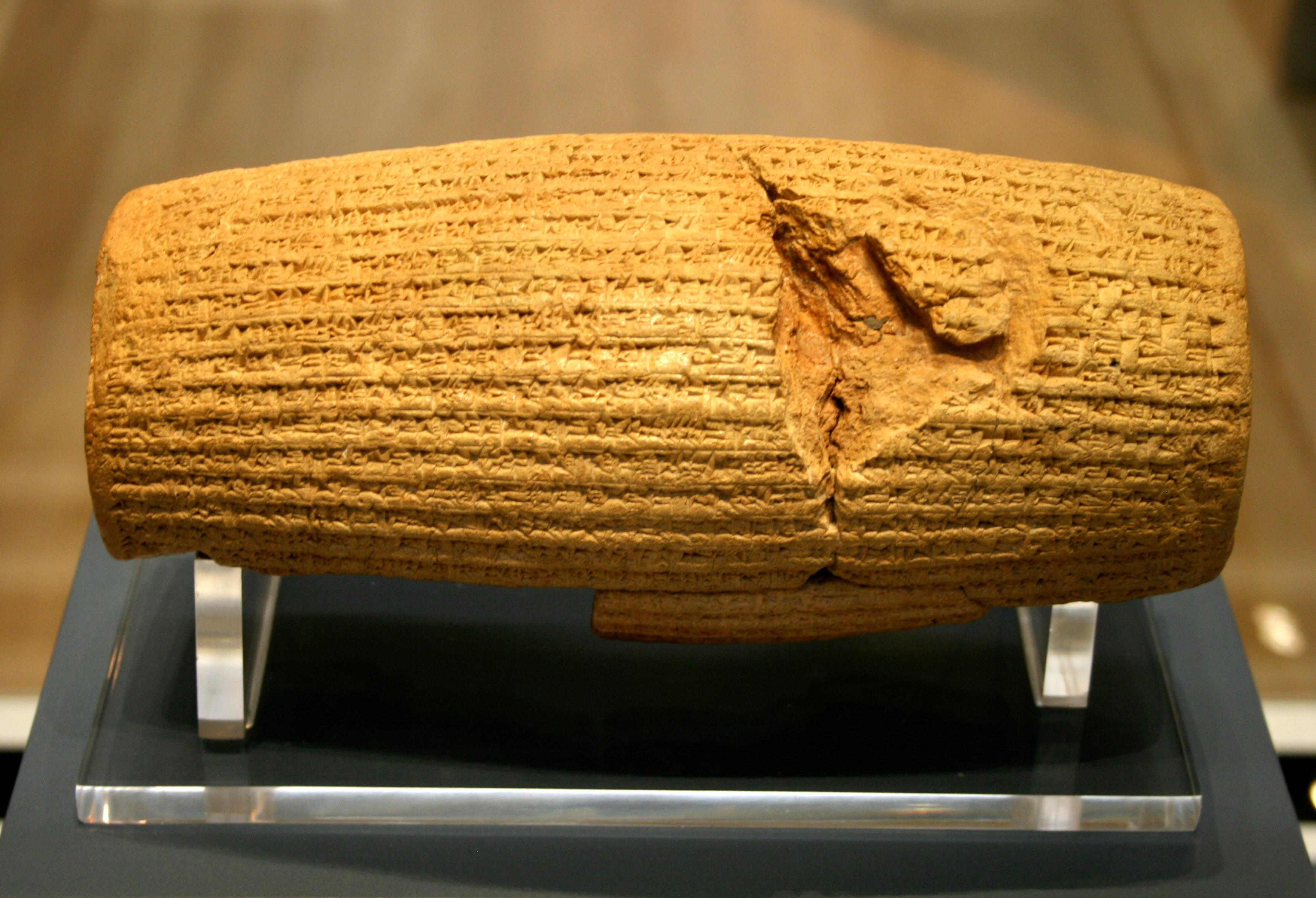
Le cylindre de Cyrus est parfois considéré comme la première déclaration des droits de l'homme de l'histoire.

Certains affirment que la première déclaration des droits de l'homme connue serait celle transcrite sur le cylindre de Cyrus, rédigé par Cyrus le Grand, fondateur de l'Empire perse en 539 av. J.-C..

### Théories du contrat social
Certains auteurs, tels Norberto Bobbio, affirment que la Déclaration de 1948 trouve ses sources dans l'émergence du droit naturel, des théories du contrat social (en particulier celle de Locke) et dans l'individualisme qui aurait remplacé l'holisme des communautés antérieures. Il y aurait ainsi une filiation directe entre le jusnaturalisme de certaines philosophies du siècle des Lumières, et l'adoption de documents comme la Déclaration des droits anglaise, la Déclaration des Droits américaine et la Déclaration des droits de l'homme et du citoyen française. D'autres soulignent toutefois des divergences considérables entre les « théories contractualistes » (Hobbes, Locke et Rousseau — théories qui d'ailleurs divergent entre elles, Hobbes et Rousseau pouvant être assimilés au positivisme juridique) et la formulation de la Déclaration de 1789,.

### Seconde Guerre mondiale
Durant la Seconde Guerre mondiale, les Alliés adoptèrent les « quatre libertés » : la liberté d'expression, la liberté de religion, la liberté de vivre à l'abri du besoin et la liberté de vivre à l'abri de la peur, comme leurs buts fondamentaux dans ce conflit. La Charte des Nations unies réaffirme la « foi dans les droits fondamentaux de l'homme, dans la dignité et la valeur de la personne humaine », et engage tous les États membres à promouvoir « le respect universel et effectif des droits de l'homme et des libertés fondamentales pour tous, sans distinction de race, de sexe, de langue ou de religion. »
Lorsque les atrocités commises par l'Allemagne nazie furent connues, après la Seconde Guerre mondiale, le consensus au sein de la communauté internationale était que la Charte ne définissait pas suffisamment les droits auxquels elle faisait référence,. Une déclaration précisant les droits des individus était nécessaire afin de renforcer les dispositions de la Charte sur les droits de l'homme.

## Portée juridique
Après avoir voté la Déclaration universelle des droits de l'homme, qui n'a, en tant que telle, qu'une valeur déclarative, et ne crée donc pas d'obligations juridiques, l'Assemblée générale a souhaité une Charte des droits de l'homme qui aurait force obligatoire. La Commission des droits de l'homme de l'ONU a été chargée de la rédiger. Après de longues négociations, le projet a abouti, dans le contexte de la guerre froide, avec deux textes complémentaires : le Pacte international relatif aux droits économiques, sociaux et culturels et le Pacte international relatif aux droits civils et politiques.
Le Conseil constitutionnel français n'accorde pas de statut juridique positif à la Déclaration de 1948, bien que celle de 1789 soit intégrée au bloc de constitutionnalité depuis 1971.
En revanche, d'extension géographique moindre, la Convention européenne des droits de l'homme comporte des dispositions contraignantes pour les États signataires.
Par ailleurs, l'article 29.1 de la DUDH évoque les devoirs de la personne : sur ce point, voir l'article Droits de l'homme.

## Traduction de la Déclaration universelle des droits de l'homme
Le texte de la Déclaration universelle des droits de l'homme s'est vu décerner par le Livre Guinness des records, en 2009, le record mondial de traduction, avec 370 langues et dialectes différents. En 2025, le Haut-Commissariat des Nations unies aux droits de l'homme dénombre 577 traductions, disponibles sur son site internet. Bien que le HCDH s'efforce de sélectionner les traductions officielles ou les meilleures traductions disponibles, et de produire de nouvelles traductions dans des langues de grande diffusion, il ne garantit pas la qualité et l'exactitude des traductions autres que celles effectuées dans les six langues officielles de l'ONU : anglais, arabe, chinois, espagnol, français (ici, la langue originale officielle du texte de la Déclaration et de son préambule), russe.

## Critiques
Trois critiques principales sont faites à cette Déclaration.
D'une part, celle qui concerne l'effectivité des droits de l'homme, et qui s'intéresse aux garanties juridiques positives, ou à l'absence de celles-ci. Une critique de cet ordre a par exemple été formulée par Jeane Kirkpatrick, représentante permanente des États-Unis auprès des Nations unies de 1981 à 1985, pour qui la Déclaration et, plus généralement, toutes celles qui font proliférer les « droits » sans se soucier de leurs conditions de réalisation, sont de même nature qu’une lettre au père Noël.
D'autre part, une autre critique porte sur l'universalité supposée de ces droits de l'homme. Celle-ci rejoint parfois celle-là, ainsi lorsque les pays du Sud dénoncent une application et un intérêt à géométrie variable pour les droits de l'homme, en fonction des pays, des puissances et des conflits. Dans ce dernier cas, ce n'est pas le principe de l'universalité des droits de l'homme qui est contesté en tant que tel, comme peuvent le faire les tenants d'un relativisme culturel radical, mais plutôt l'application différenciée supposée de ceux-ci.
Enfin, le texte passe sous silence la peine de mort. L'article 3 énonce que tout individu a droit à la vie, notion qui peut au mieux être interprétée comme interdisant la peine de mort, et l'article 5 mentionne seulement que Nul ne sera soumis à la torture, ni à des peines ou traitements cruels, inhumains ou dégradants.
Par ailleurs, les droits liés à la liberté de la presse et la protection des sources d'information des journalistes y sont moins développés que dans d'autres textes, comme la Convention européenne des droits de l'homme et son célèbre article 10.

#### Articles généralistes
- Charte des droits et libertés
- Droits de l'homme
- Droit inaliénable
- Humanisme
- Journée internationale des droits de l'homme
- Journée internationale des droits des femmes
- Libertés fondamentales
- Principe de l'égalité des races

#### Organisation des Nations unies
- Charte des Nations unies

#### Droit international des droits de l'homme
- Convention européenne des droits de l'homme
- Convention américaine relative aux droits de l'homme
- Charte africaine des droits de l'homme et des peuples
- Déclaration des droits de l'homme en islam
- Déclaration des droits de l'humanité (projet)

#### Déclarations des droits de l'homme et du citoyen en France
- … de 1789 (la plus connue)
- … de 1793
- … de 1795